# SMS Enns

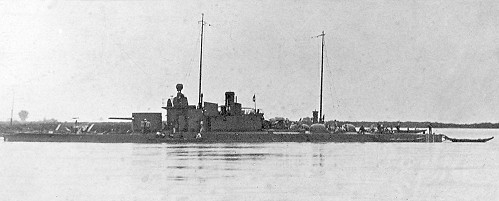
Річковий монітор «Енс»

«Енс» був побудований для ВМС Австро-Угорщини як головний корабель однойменного типу.

## Історія служби

### Перша світова війна
Корабель діяв у складі Дунайської флотилії та брав участь у бойових діях з сербською та румунською арміями від Белграда до гирла Дунаю. У жовтні 1915 р. при спробі висадки десанту в Белграді, монітор було вражено снарядом, який влучив нижче ватерлінії. Через це корабель довелося буксирувати до Будапешта для ремонту.

### Міжвоєнні роки
Після короткої служби в Угорській Радянській Республіці після завершення війни корабель передали новоствореному Королівству сербів, хорватів та словенців (пізніше Югославії) та перейменовано на «Драву». Він залишався на службі протягом усього міжвоєнного періоду, хоча фінансові обмеження часом позначалися на боєздатності корабля.

### Друга світова війна
У Другу світову війну під час очоленого Третім рейхом вторгнення у Югославію у квітні 1941 року, Драва впродовж шісти днів обстріляла аеродроми поблизу Мохача в Угорщині і змусила відступити невелику флотилію угорських канонерських човнів. 12 квітня монітор атакували пікіруючі бомбардувальники Люфтваффе Junkers Ju 87 Stuka. Зенітники кораблі претендували на три літаки противника, але дев'яти вдалося вразити монітор. Більшість з ударів мали невеликий ефект, але остання бомба впала прямо у трубу «Драви» вибухнула у її машинному відділенні, загинули 54 членів екіпажу, в тому числі її капітан, Александар Беріч (Aleksandar Berić). Вижили лише 13 членів екіпажу. Рештки корабля були підняті та утилізовані Угорщиною під час окупації частини Югославії.